# NGC 5667
NGC 5667 est une galaxie spirale barrée située dans la constellation de la Dragon. Sa vitesse par rapport au fond diffus cosmologique est de 2 057 ± 6 km/s, ce qui correspond à une distance de Hubble de 30,3 ± 2,1 Mpc (∼98,8 millions d'al). NGC 5667 a été découverte par l'astronome germano-britannique William Herschel en 1789.
La classe de luminosité de NGC 5667 est III-IV et elle présente une large raie HI.